# L. Frank Baum
Lyman Frank Baum, mais conhecido como L. Frank Baum (Chittenango, 15 de maio de 1856 — Hollywood, 6 de maio de 1919), foi um escritor, editor, ator, roteirista, produtor de cinema e teosofista norte-americano. Foi criador de um dos mais populares livros escritos na literatura americana infantil, O Mágico de Oz. Em 1897, tornou-se membro da Sociedade Teosófica, incorporando frequentemente em seus livros temas e símbolos desta doutrina.

## Vida de Frank
Frank nasceu na cidade de Chittenango, no estado americano de Nova York, Estados Unidos, em 15 de maio de 1856. Oriundo de uma família de origem germânica, foi o sétimo dos nove filhos do casal Benjamin Ward e Cynthia Stanton Baum, dos quais somente cinco sobreviveram ao primeiro ano de idade. Recebeu o primeiro nome, "Lyman", em homenagem à seu tio, irmão de seu pai. Entretanto, ele nunca gostou do nome, preferindo ser chamado de "Frank" (razão pela qual, anos mais tarde, adotaria o nome artístico de L. Frank Baum).
Seu pai era um rico homem de negócios, que fez fortuna nos campos de petróleo da Pensilvânia. Frank cresceu na grande residência em estilo vitoriana de seus pais, apelidade de Rose Lawn (literalmente Gramado Rosa em inglês), da qual sempre recordou como uma espécie de paraíso. Quando criança, Frank foi educado em casa juntamente com seus irmãos, mas, ao completar 12 anos, foi enviado para estudar na Academia Militar de Peekskill, Nova York. Frank era uma criança sonhadora e, provavelmente, seus pais acreditaram que ele necessitava de uma educação mais austera. Depois de dois anos extremamente difíceis na Academia Militar, após um incidente descrito como um ataque de coração, retornou para o lar.
Frank começou a escrever muito jovem, talvez por sua fascinação com os livros. Seu pai lhe dera uma impressora barata, e Frank a utilizava para produzir o "Jornal do Lar" (Rose Lawn) com a ajuda de seu irmão mais novo, Harry Clay Baum, com o qual ele sempre foi muito apegado. Os irmãos publicaram várias edições do jornal e até venderam anúncios. Quando completou 17 anos, Frank havia criado um segundo jornal amador, chamado O Coletor de Selos, impresso como uma brochura de 11 páginas denominada Baum Diretório Completo de Negociantes de Selos, e iniciou um negócio de troca selos com seus amigos.
No mesmo período, Frank interessou-se por teatro, uma devoção que repetidamente o conduzia ao fracasso e quase falência. Seu primeiro fracasso ocorreu aos 18 anos, quando uma companhia local de teatro o convenceu a renovar o estoque de fantasias, com a promessa de importantes posições de ator que nunca ocorreram. Decepcionado, Frank deixou o teatro temporariamente e foi trabalhar como caixa na firma de seu cunhado em Syracuse.
Quando completou 20 anos, Baum teve um novo interesse: a criação de aves exóticas, que estava em moda na época. Ele se especializou na criação de uma raça especial de galinhas, a "Hamburguesa". Em 1880, ele estabeleceu um jornal mensal, The Poultry Record, e em 1886, quando completou 30 anos, seu primeiro livro foi publicado: "O Livro das Hamburguesas: Um Breve Tratado sobre Cruzamento, Crescimento, e Gerenciamento de Diferente Variedades de Hamburguesas".
Mas Frank não conseguiu se distanciar do palco por muito tempo. Continuou a participar de peças teatrais, atuando no palco com o pseudônimo de Louis F. Baum. Em 1880 seu pai o fez gerente de uma rede de teatros que ele possuia. Frank então organizou peças de teatro para atuar nelas. The Maid of Arran, um melodrama baseado em um livro popular, que foi um grande sucesso, foi uma delas: Baum não somente escreveu a peça, mas compôs canções para ela e ainda interpretou o personagem principal.
Em 9 de novembro de 1882, Baum casou-se com Maud Gage, filha de Matilda Joslyn Gage, uma famosa mulher ativista ao sufrágio universal.

## Os anos em Dakota do Sul
Em julho de 1888, Baum e sua esposa mudaram-se para Aberdeen, Dakota do Sul, onde ele abriu uma loja, "Bazar Baum". Sua mania de vender os produtos a crédito levou a loja à falência. Baum, então, começou a editar um jornal local, o The Aberdeen Saturday Pioneer, onde ele escreveu uma famosa coluna denominada "Nossa Terra Senhora". A descrição do Kansas, feita por Baum em "O Maravilhoso Mágico de Oz", é baseada em suas experiências na Dakota do Sul.

## Frank torna-se um escritor
Depois que seu jornal faliu em 1891, ele e sua família mudaram-se para Chicago, Illinois, onde Baum conseguiu trabalho como repórter para o Evening Post, e também trabalhava como vendedor ambulante. Em 1897, escreveu e publicou um volume Mamãe Ganso em Prosa uma coleção de rimas escritas em prosa, e ilustrado por Maxfield Parrish. Mamãe Ganso foi um sucesso, o que permitiu a Baum deixar seu trabalho de vendedor ambulante.
Em 1899 Baum fez uma parceria com o ilustrador W. W. Denslow, para publicar o "Papai Ganso": O novo livro, uma coleção de poesias infantis em estilo nonsense, em contraposição a uma série de livros intitulados "Mamãe Ganso", editados nos EUA e Inglaterra, sem adotar este título já repetido. O livro foi um sucesso, tornando-se o best-seller infantil do ano.

## Religião
Originalmente Metodista, Frank ingressou na Igreja Episcopal em Aberdeen com a intenção de participar dos teatros comunitários. Em 1879, ele e sua esposa tornaram-se teosofistas. As crenças de Frank estão refletidas em seus escritos. O único comentário sobre uma Igreja em Oz é a de Porcelana que Dorothy bate em sua porta no O Mágico de Oz no País da Porcelana.

## Mágico de Oz
Em 1901, Frank e o ilustrador Denslow (com o qual partilhava o copyright das obras infantis) publicaram O Maravilhoso Mágico de Oz. O livro foi Best-Seller por dois anos seguidos. Frank continuou escrevendo mais 13 livros baseados nos lugares e no povo da terra de Oz.
Dois anos depois da publicação do Mágico de Oz, Frank e Denslow uniram-se com o compositor Paul Tietjens e com o diretor Julian Mitchell para produzir uma versão musical do livro. O musical foi apresentado no teatro da Broadway 293 de 1902 a 1911, juntamente com tour em todo os Estados Unidos.
O sucesso de o Mágico de Oz entusiasmou Frank e Denslow e em 1901 publicaram Dot and Tot of Merryland. O livro foi um dos mais fracos de Frank e seu fracasso foi uma das causas do rompimento de sua parceria com Denslow.

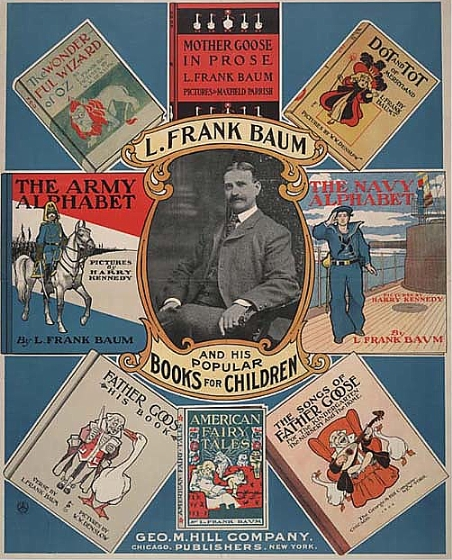
Pôster Promocional de "L. Frank Baum e seus Populares livros infantis", 1901

Muitas vezes durante o desenvolvimento da série de Oz, Frank declarou que havia escrito seu último livro dedicando-se a outros livros de fantasia e ficção baseados em outras terras mágicas, incluindo The Life and Adventures of Santa Claus e Queen Zixi of Ix. Entretanto, persuadido com o demando da popularidade, cartas de crianças, e do fracasso de seus novos livros, ele retornava novamente para a série de Oz. Todos os seus livros estão em domínio público, e muitos podem ser encontrados no Projeto Gutenberg (em inglês). No final da vida Frank
estava repleto de dívidas e doente. Devido ao seu amor pelo teatro, ele geralmente financiava peças de teatro, a maioria das vezes com grande prejuízo. Um dos piores investimentos de Frank foi seu "Fairylogues e Novelas de Rádio" (1908 - sendo Fairylogue um neologismo a combinar as palavras "fada", "feérico", com "diálogo"), que combinavam um show de slide, filme, e atores ao vivo com uma palestra de Frank como se fosse um diálogo sobre Oz. Entretanto, Frank não conseguiu pagar a firma que produzia suas peças, e se desestabilizou financeiramente por um período de dez anos. Depois, viu-se forçado a vender os direitos de muitas de suas obras, incluindo aquelas sobre o Mágico de Oz.
Seu último livro, Glinda of Oz, foi publicado um ano após sua morte, em 1920, mas a série de Oz continuou a ser escrita e publicada ainda por muito tempo através de outros autores, como por exemplo Ruth Plumly Thompson, que escreveu adicionalmente dezenove livros sobre Oz. Frank utilizou vários pseudônimos para seus livros que não eram sobre Oz.
Estas identidades são:
- Edith Van Dyne (the Aunt Jane's Nieces series)
- Laura Bancroft (Twinkle and Chubbins, Policeman Bluejay)
- Floyd Akers (the Sam Steele series)
- Suzanne Metcalf (Annabel)
- Schuyler Staunton (Daughters of Destiny)
- John Estes Cooke
- Capt. Hugh Fitzgerald

Baum também escreveu, com pseudônimo, "O Último Egípcio: Um Romance do Nilo".
Porém em 2011, a Warner Bros. ganhou na justiça o pedido de reativação e continuidade do direito autoral do livro Mágico de Oz do ano de 1900 e o copyright de L. Frank Baum passou a ser da empresa Warner Bros., retirando as suas obras do domínio público e afetando os trabalhos baseados em Mágico de Oz.

## Morte
.

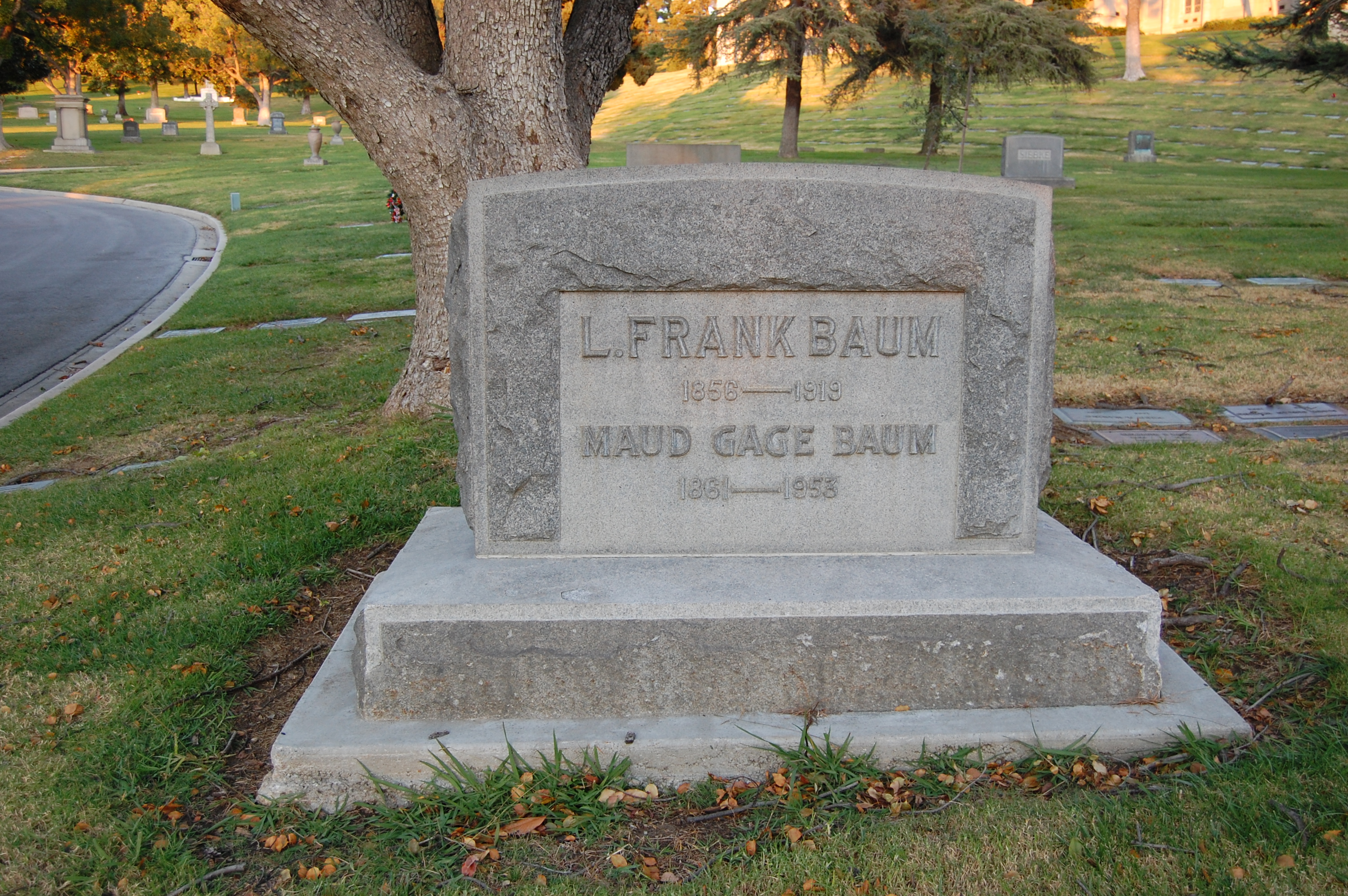
Túmulo de L. Frank Baum, ao lado da sua esposa, Maud Gage Baum

Em 5 de maio de 1919, Frank sofreu um acidente vascular cerebral. Ele morreu tranquilamente no dia seguinte, nove dias antes de completar 63 anos. No final, ele murmurou em seu sono, e disse: "Agora podemos cruzar os Shifting Sands". Ele foi enterrado no Glendale Forest Lawn Memorial Park Cemetery. Seu livro Oz Final, Glinda of Oz, foi publicado em 10 de julho de 1920, um ano após sua morte. A série Oz foi continuada por muito tempo após sua morte por outros autores, nomeadamente Ruth Plumly Thompson, que escreveu um adicional de dezenove livros de Oz.

### Livros não relacionados a Oz
- The Maid of Arran (peça de teatro,1882)
- The Book of Hamburgs (guia de aves de capoeira, 1896)
- By the Candelabra's Glare (poesia, 1897)
- Mother Goose in Prose (prosa que reconta as rimas da Mother Goose, (1897)
- Father Goose: His Book (poesia sem sentido, 1899)
- The Army Alphabet (1900)
- The Navy Alphabet (1900)
- Songs of Father Goose (Pai Ganso, com música, 1900)
- The Art of Decorating Dry Goods Windows and Interiors (publicação Trade, 1900)
- Dot and Tot of Merryland (fantasia, 1901)
- American Fairy Tales (fantasia, 1901)
- The Master Key: An Electric Fairy Tale (fantasia, 1901)
- The Life and Adventures of Santa Claus (1902)
- The Magical Monarch of Mo (fantasia, 1903) (Publicado originalmente em 1900 como A New Wonderland)
- The Enchanted Island of Yew (fantasia, 1903)
- Queen Zixi of Ix (fantasia, 1905)
- John Dough and the Cherub (fantasia, 1906)

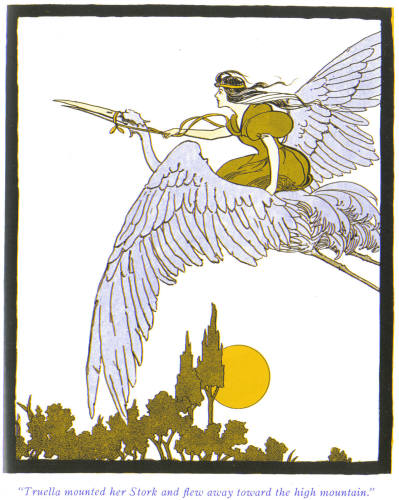
Princesa Truella na cegonha

- The Sea Fairies (fantasia, 1911)
- Sky Island (fantasia, 1912)

### Livros escritos com pseudônimos
- Como Edith Van Dyne:

- - Aunt Jane's Nieces (1906)
  - Aunt Jane's Nieces Abroad (1906)
  - Aunt Jane's Nieces at Millville (1908)
  - Aunt Jane's Nieces at Work (1906)
  - Aunt Jane's Nieces in Society (1910)
  - Aunt Jane's Nieces and Uncle John (1911)
  - The Flying Girl (1911)
  - Aunt Jane's Nieces on Vacation (1912)
  - The Flying Girl and Her Chum (1912)
  - Aunt Jane's Nieces on the Ranch (1913)
  - Aunt Jane's Nieces Out West (1914)
  - Aunt Jane's Nieces in the Red Cross (1915, republicado em 1918)
  - Mary Louise (1916)
  - Mary Louise in the Country (1916)
  - Mary Louise Solves a Mystery (1916)
  - Mary Louise and the Liberty Girls (1918)
  - Mary Louise Adopts a Soldier (1919)

- Como Laura Bancroft:
  - The Twinkle Tales (1906)
  - Policeman Bluejay (1907)

- Como Anônimo:
  - O último egípcio: Um romance sobre o Nilo (1908)